# Spergularia pinguis
Spergularia pinguis är en nejlikväxtart som först beskrevs av Edward Fenzl, och fick sitt nu gällande namn av N.N. Tzvelev. Spergularia pinguis ingår i släktet rödnarvar, och familjen nejlikväxter. Inga underarter finns listade i Catalogue of Life.